# Josep Maria Sostres i Maluquer
Josep Maria Sostres i Maluquer (La Seu d'Urgell, 15 de maig de 1915 - Barcelona, 9 de febrer de 1984) va ser un arquitecte català.

## Biografia
Va estudiar arquitectura a la Universitat de Barcelona en la qual es va graduar el 1946. Es va especialitzar en la construcció d'habitatges unifamiliars. Les seves primeres construccions les va realitzar a Bellver de Cerdanya i a la Seu d'Urgell. El 1949, Sostres va participar en l'equip guanyador del concurs sobre Habitatge econòmic a Barcelona. En 1951 va ser un dels iniciadors del conegut com a Grup R, associació d'arquitectes de la qual van formar part entre altres Oriol Bohigas i Antoni de Moragas.
Va realitzar diversos projectes destacats com cases a Bellver de Cerdanya, la casa Cusí de La Seu d'Urgell la casa Agustí a Sitges, que va ser enderrocada en 1975, les cases M.M.I. a Barcelona o l'edifici de la seu del periòdic El Noticiero Universal a l'eixample barceloní on la seva obra va recuperar l'estil contemporani que s'havia vist interromput per la Guerra Civil espanyola. Va ser professor de l'ETSAB, i director de la Reial Càtedra Gaudí entre 1959 i 1968.